# La venganza de la mujer pantera
La venganza de la mujer pantera también conocida como El regreso de la mujer pantera o La maldición de la mujer pantera (título original The Curse of the Cat People) es una película estadounidense de fantasía, dirigida por Robert Wise y Gunther von Fritsch y estrenada en 1944. Protagonizada por Simone Simon, Kent Smith, y Jane Randolph, es una secuela de La mujer pantera (Cat People, 1942) y mantiene muchos de los personajes.

## Argumento
Amy, la hija de Oliver y Alice, es una joven solitaria y enigmática. En lugar de jugar con sus amigos y amigas, huye de ellos y se refugia en sus sueños y vivencias. Gracias a un anillo mágico conocerá a Irena, el fantasma de la difunta esposa de su padre.

## Producción
La película pertenece al género negro y fue producida por Val Lewton para la RKO Pictures. Era continuación de la película titulada La mujer pantera, aunque muy alejada del espíritu y de la historia. En efecto, lejos de utilizar el suspense y la tensión que han hecho de su predecesora una película inolvidable, esta continuación se concentra esencialmente en la muestra de los tormentos de una chica en algunas apariciones. La RKO insistió en la utilización de las palabras Cat People en el título para atraer el máximo de seguidores de La mujer pantera.

## Reparto

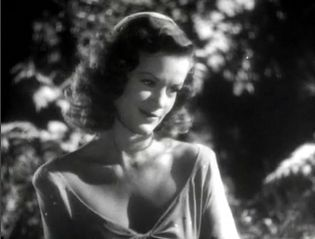
Simone Simon

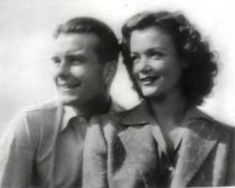
Kent Smith y Simone Simon

- Simone Simon : El fantasma de Irena
- Kent Smith : Oliver Reed
- Jane Randolph : Alice Reed
- Ann Carter : Amy Reed
- Eve March : Miss Callahan, la institutriz de Amy
- Julia Dean : Dª. Julia Farren
- Elizabeth Russell : Barbara Farren
- Erford Gage : El capitán de policía
- Sir Lancelot : Edward, el mayordomo de los Reed

## Crítica
La venganza de la mujer pantera se estrenó en febrero de 1944 y se proyectó como un doble proyecto con La mujer pantera (1942).